# Ngendrokilo
Ngendrokilo is een bestuurslaag in het regentschap Magelang van de provincie Midden-Java, Indonesië. Ngendrokilo telt 2274 inwoners (volkstelling 2010).